# Epuraea melina
Epuraea melina är en skalbaggsart som beskrevs av Wilhelm Ferdinand Erichson 1843. Epuraea melina ingår i släktet Epuraea, och familjen glansbaggar. Arten är reproducerande i Sverige.